# 히가시오사카시
히가시오사카시(일본어: 東大阪市, 문화어: 히가시오사까시)는 일본 오사카부 동부에 있는 시이다. 오사카시, 다이토시, 나라현 이코마시와 접한다. 오사카시, 이코마시, 나라시를 서로 연결하고 있으며, 주요 철도와 도로들이 서로 교차하여 교통이 매우 편리하다.
기술 수준이 높은 중소기업들이 밀집한 도시로 유명하며 입지한 공장 수는 정령지정도시를 제외한 도시들 중에서 가장 많다. 그러나 최근에는 그 수가 서서히 감소하는 추세이며 공장이 떠난 부지에는 새로 건설된 주택이 대신 자리잡고 있다. 인구가 50만 명을 돌파하여 2005년에 중핵시로 지정되었다.

## 지리
오사카 평야 동부에 위치한다. 시역의 대부분은 평탄한 저지로 하천의 상당수는 천정강이다. 그 때문에 1976년의 다이토 수해 때 큰 피해를 입었다. 한편 시 동부는 이코마 산계의 산들이 늘어서 있어 풍부한 자연이 남아 있다. 주 하천으로는 나가세강, 온치강, 다마쿠시강, 제2네야가와강 등이 있다.

## 역사
- 1967년 2월 1일 - 후세시, 가와치시, 히라오카시가 합병해 현재의 히가시오사카시가 되었다.
- 2005년 4월 1일 - 사카이시, 다카쓰키시에 이어 중핵시로 지정되었다. 오사카부에서는 3번째이다.

## 교통

### 철도
- 서일본 여객철도
  - 가타마치선
    - (← 쓰루미구 하나텐역) - 도쿠안역 - 고노이케신덴역 - (다이토시 스미노도역 →)

  - 오사카히가시선
    - (← 쓰루미구 하나텐역) - 다카이다추오역 - JR 가와치에이와역 - JR 슌토쿠미치역 - JR 나가세역 - 기즈리카미키타역(일본어판) - (히라노구 신카미역 →)

- 긴키 닛폰 철도
  - 나라선
    - 후세역 - 가와치에이와역 - 가와치코사카역 - 야에노사토역 - 와카에이와타역 - 가와치하나조노역 - 히가시하나조노역 - 효탄야마역 - 히라오카역 - 누카타역 - 이시키리역 - (이코마시 이코마역 →)

  - 오사카선
    - (← 이쿠노구 이마자토역) - 후세역 - 슌토쿠미치역 - 나가세역 - 미토역 - (야오시 규호지구치역 →)

  - 게이한나선
    - 나가타역 - 아라모토역 - 요시타역 - 신이시키리역 - (이코마시 이코마역 →)

- 오사카 메트로
  - 주오선
    - (← 히가시나리구 후카에바시역) - 다카이다역 - 나가타역

### 도로
고속도로
- 긴키 자동차도
- 한신 고속도로

국도
- 국도 제170호선 (일본)(일본어판)
- 국도 제308호선 (일본)(일본어판)

## 인구
| 연도 | 인구    | ±%     |
| ---- | ------- | ------ |
| 1950 | 228,923 | —      |
| 1960 | 318,001 | +38.9% |
| 1970 | 500,173 | +57.3% |
| 1980 | 521,558 | +4.3%  |
| 1990 | 518,319 | −0.6%  |
| 2000 | 515,094 | −0.6%  |
| 2010 | 509,632 | −1.1%  |

## 자매결연도시
- 독일 베를린미테(1959년)
- 미국 글렌데일(1960년)

## 주요 인물
- 이케와키 치즈루(池脇 千鶴)
- 층쿠♂ (つんく♂)
- 오쿠라 타다요시 (칸쟈니∞)
- 이야마 유타 (井山 裕太): 바둑 기사
- 세이야(시모후리 묘죠)